# Joëlle de La Casinière
Joëlle de La Casinière (* 1944 in Casablanca) ist eine marokkanisch-französische Mixed-Media- und Videokünstlerin.

## Leben und Werk
Joëlle de La Casinière wurde 1944 in Marokko geboren und wuchs in Frankreich auf. 1971 verkaufte sie ihre künstlerischen Werke und ihr ganzes Hab und Gut und begann einen neuen Lebensabschnitt. Sie verabschiedete sich von der Sesshaftigkeit, um über Jahrzehnte hinweg auf ausgedehnte Reisen zu gehen, die sie nach Südamerika, Kolumbien und Peru, nach Kanada und Europa führen. Joëlle de La Casinière lebt derzeit in Belgien.
Während ihrer Reisen schaffte sie bisher ca. 500 „Tablotin“ und 15 Bücher mit bis zu 600 Seiten. Es handelt sich dabei um eine Art eigenwillige Reisetagebücher, eine Kombination aus selbstverfasster Dichtung, Texten, ornamentalen Zeichnungen, Schriftzügen und Collagen aus vorgefundenem Bildmaterial und Fundstücken wie Bonbonpapier oder Aufkleber.
La Casinière dreht Videofilme. Sie arbeitet zusammen mit dem Montfaucon Research Center, dem Schriftsteller Michel Bonnemaison und dem Musiker Jacques Lederlin. Bekannt sind die Filme Carmen 84 und Le Bruit de l'image von 1983. La Casinière zeigte 1987 auf der documenta 8 den Videofilm Grimoire magnétique (1982).

„Musikalisches Bilderbuch, in dem die Geschichte des islamischen Märtyrers Hallaj beschrieben wird, der im 10. Jahrhundert zwischen Persien und Bagdad wirkte, der Ketzerei beschuldigt und zum Tode verurteilt wurde. Die Geschichte wird gesungen, als Text und in Zeichensprache wiedergegeben und mit Bildern von Briefmarken, Verpackungen usw. illustriert.“

## Ausstellungen (Auswahl)

### Einzelausstellungen
- 2011: International Project Space, Birmingham
- 2009: Brandenburgischer Kunstverein Potsdam, Potsdam
- 2007: Heidelberger Kunstverein, Heidelberg
- 2006: Croy-Nielsen Gallery Berlin, 2006
- 2006: Centre international de poésie Marseille, Marseille

### Gruppenausstellungen
- 2008: Centre d’art contemporain Genève, Genève
- 1987: Grimoire magnétique documenta 8, Kassel[6]